# 백승헌 (가수)
백승헌(1991년 4월 3일 ~ )은 대한민국의 가수이다.

## 음반
- 《Baek Seung-Heon》 (2012년)
- 《Wait A Minute》 (2013년)

### OST
- 《1%의 어떤 것 OST》 (with 이해인) (2016년)

## 출연

### 드라마
- 2014년 KBS 2TV 금요드라마 《하이스쿨 러브온》 - 양태호 역
- 2014년 SBS 드라마 스페셜 《내겐 너무 사랑스러운 그녀》 - 로이 역
- 2016년 웹드라마 《통 메모리즈》- 백승철 역
- 2016년 iHQ DRAMA 수목드라마 《1%의 어떤 것》 - 지수 역
- 2017년 OCN 월화드라마 《애타는 로맨스》 - 이신화 역
- 2021년 네이버TV 웹드라마 《그래서 나는 안티팬과 결혼했다》 - 신혁 역

### 영화
- 2020년 《제인의 썸머》 - 썸머 역